# Philipp August Friedrich Mühlenpfordt

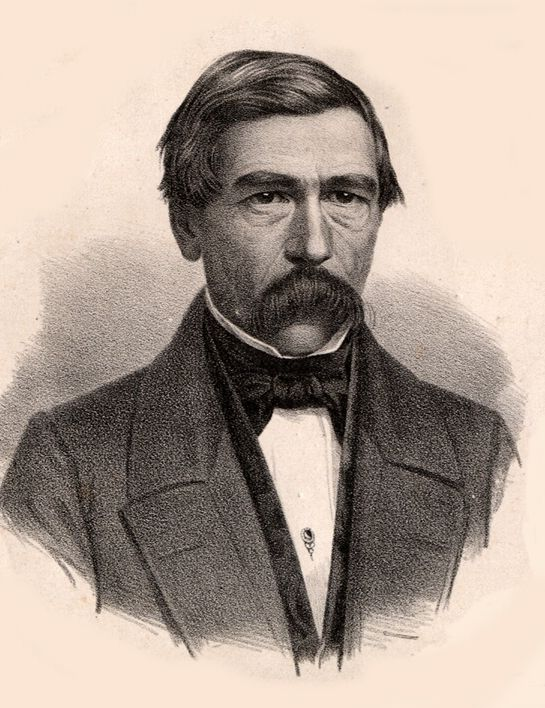
Friedrich Mühlenpfordt 1856

Philipp August Friedrich Mühlenpfordt (* 30. Januar 1803 in Göttingen; † 1891 in Hannover) war ein deutscher Botaniker und Mediziner. Sein offizielles botanisches Autorenkürzel lautet „Muehlenpf.“; früher war auch das Kürzel „Mühlpf.“ in Gebrauch.

## Leben
Philipp August Friedrich Mühlenpfordt wurde im Haus seiner Eltern am 30. Januar 1803 in Göttingen geboren. Nach dem Besuch des dortigen Gymnasiums kam er 1819 nach Braunschweig, um in der Hagenmarkt-Apotheke, die seinem Onkel gehörte, die Apothekerkunst zu erlernen. Schon 1823 ging er zurück nach Göttingen, um Medizin und Naturwissenschaften zu studieren. Er erhielt bereits 1826 von der dortigen medizinischen Fakultät die Doktorwürde und blieb, nachdem er auch das Staatsexamen beim Ober-Medizinal-Kollegium zu Hannover gemacht hatte, als praktischer Arzt in Göttingen. Karl Karmarsch, der Begründer der Königlichen Polytechnischen Schule zu Hannover, der heutigen Leibniz Universität Hannover berief 1831 bei Errichtung der höheren Gewerbeschule Dr. Friedrich Mühlenpfordt zum ordentlichen Professor für Zoologie und Botanik. Bis zu seinem 65sten Lebensjahr (1868) lehrte Mühlenpfordt an der Königlichen Polytechnischen Schule zu Hannover. Neben der Lehrtätigkeit war Mühlenpfordt Mitglied mehrerer naturhistorischer Gesellschaften. Wissenschaftliche Arbeiten zoologischen und botanischen Inhalts finden sich in verschiedenen Zeitschriften dieser Fächer. Seine besondere Vorliebe galt den Kakteen. Hier betätigte er sich als Sachverständiger und Autor vieler neuer Arten.

## Ehrentaxon
Es wurden mehrere Pflanzen nach ihm benannt: Mammillaria muehlenpfordtii und die heute als Synonyme geltenden Arten: Coryphantha muehlenpfordtii (Syn. von Coryphantha robustispina) und Thelocactus setispinus var. muehlenpfordtii (Syn. von Thelocactus setispinus).